# مرد و دوشیزه
مرد و دوشیزه (انگلیسی: Man and Maid) فیلمی در ژانر درام به کارگردانی ویکتور شرتزینگر است که در سال ۱۹۲۵ منتشر شد. از بازیگران آن می‌توان به لو کودی و هریت هموند اشاره کرد.